# Pauline de Ahna

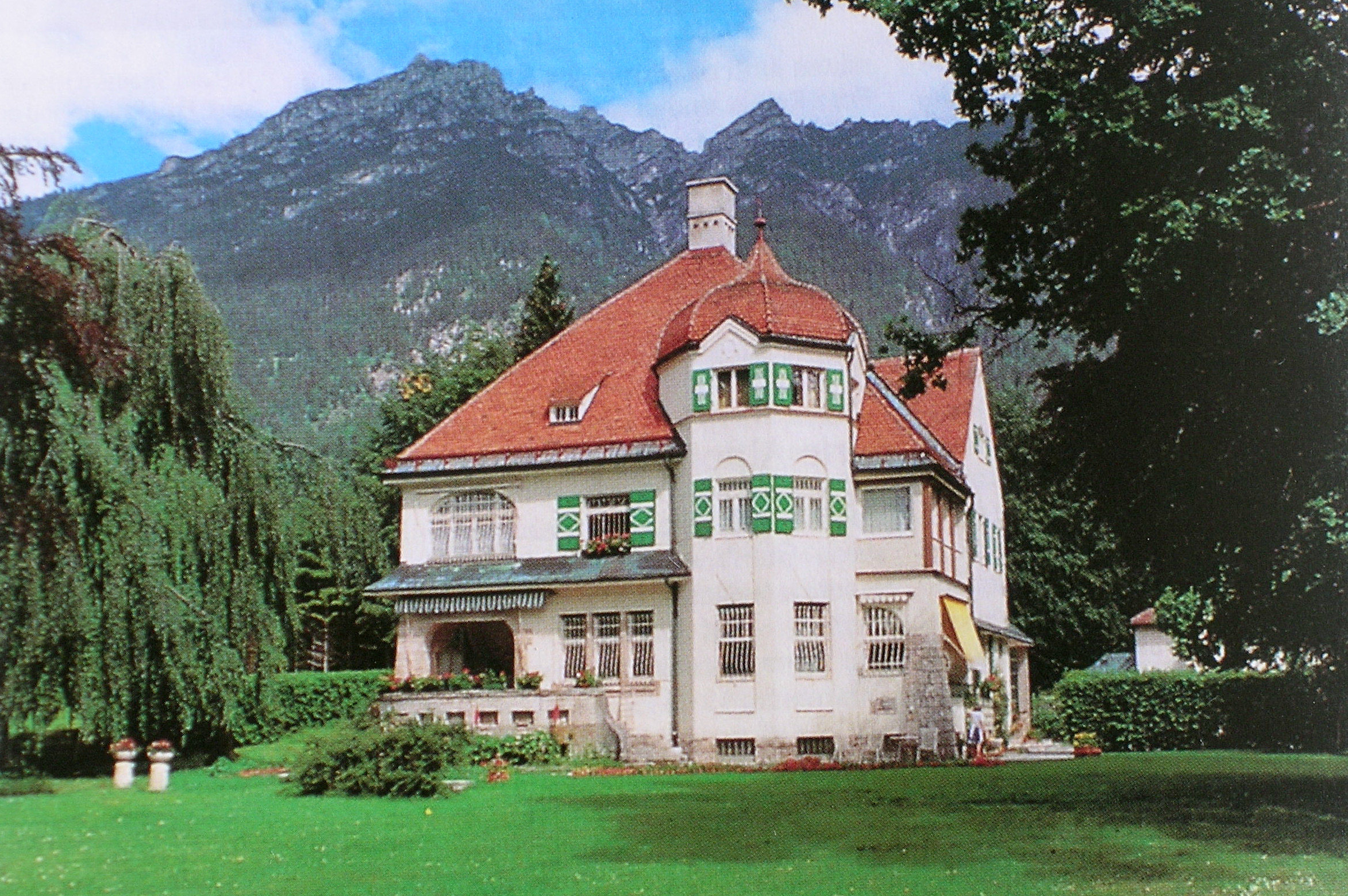
La casa del matrimonio Strauss en Garmisch

Pauline María de Ahna (Ingolstadt, 4 de febrero de 1863-Garmisch-Partenkirchen, 13 de mayo de 1950) fue una soprano lírica alemana recordada especialmente por haber sido la esposa del compositor Richard Strauss quien compuso canciones y óperas para ella.

## Biografía
Fue hija del General Adolf de Ahna y sobrina de la cantante de la corte Eleonore de Ahna.
En 1887 conoció a Richard Strauss quien compuso canciones inspirado en ella - como "Morgen", "Cecilia", "Heimliche Aufforderung" , "Ruhe meine Seele"- y con quien se casó el 10 de septiembre de 1894, después de haberla dirigido en la Ópera de Weimar en Pamina en La flauta mágica y Elisabeth de Tannhäuser. Strauss le propuso matrimonio después de una de las conocidas explosiones de temperamento de la joven soprano.
De hecho, de Ahna debió cantar Hansel en el estreno mundial de la ópera Hänsel und Gretel de Engelbert Humperdinck pero una lastimadura en un pie se lo impidió.
El compositor escribió para ella el rol de Freihild en Guntram y la retrató en su ópera Intermezzo basándose en un incidente doméstico. También el personaje de la Tintorera de La mujer sin sombra fue inspirado por el temperamento intempestivo de la soprano. Ambos personajes fueron estrenados por Lotte Lehmann, quien conoció muy bien al matrimonio.
De Ahna era famosa por su mal carácter, temperamento y excentricidades pero el matrimonio fue feliz y fue la musa inspiradora retratándola musicalmente en los poemas sinfónicos Ein Heldenleben y en la Sinfonía Domestica.
Se retiró del canto en 1906 para atender su vida familiar.
La pareja tuvo un solo hijo, Franz Strauss (1897-1980) casado en 1924 con Alice von Grab-Hermannswörth, hija del industrial judío Emanuel von Grab. Alice fue arrestada por los nazis primero en 1938 y ambos en 1942 siendo salvados gracias a la intervención de Richard. La pareja les dio dos nietos, Christian y Richard, casado con Gabriele Hotter, hija del célebre bajo alemán Hans Hotter.
De Ahna sobrevivió a Strauss sólo ocho meses, muriendo en Garmisch-Partenkirchen en mayo de 1950.